# Iantra, Gabrovo
Iantra (în bulgară Янтра) este un sat în comuna Dreanovo, regiunea Gabrovo,  Bulgaria. 

## Demografie
Componența etnică a satului Iantra
     Bulgari (96,77%)
     Nicio identificare (0%)
     Altele (3,22%)
La recensământul din 2011, populația satului Iantra era de 124 locuitori. Din punct de vedere etnic, majoritatea locuitorilor (96,77%) erau bulgari. Pentru 0% din locuitori nu este cunoscută apartenența etnică.